# Thérissos
Thérissos, (parfois Thériso ou Thérisso) (en grec : Θέρισο) est une ville de Crète, en Grèce. Située dans l'ouest de l'île, elle fait partie du nome de La Canée.
La ville se situe à 14 km au sud de La Canée, dans les gorges de Thérissos, dans le massif des Lefká Óri. Thérissos est surtout connue pour être la ville natale de la mère d'Elefthérios Venizélos et le siège de la révolte de Therissos en 1905, conduite par ce dernier.